# Demoluca
Albums de Pezz
Dudebox
Demoluca est le premier EP de Pezz, sorti en tant que cassette, aujourd'hui connu sous le nom de Billy Talent. Il a été enregistré dans la cave du guitariste Ian D'Sa, et est nommé d'après le nom d'un de leur ami Jason Deluca qui aurait frappé à la fenêtre de la cave lors de l'enregistrement. Le style est très éloigné de ce que Billy Talent produit plus tard, car il a un style plutôt grunge et funk, et Ben Kowalewicz rappe plus qu'il ne chante.

## Chansons
Toutes les chansons sont écrites par Pezz.
1. Just a Thought – 4:07
2. Happy – 4:23
3. Free at Last – 4:08
4. You're It – 4:17